# وداد برطال
وداد برطال ( ولدت في 31 أغسطس 1999) هي ملاكمة مغربية. حصدت خلال مسيرتها الميدالية الذهبية في بطولة العالم للملاكمة المقامة بصربيا عام 2025. وسبق لها أن أحرزت أيضا بطولة إفريقيا مرتين سنتي 2023 و2024.

## مسيرتها
وداد برطال حاصلة على الميدالية الذهبية في فئة أقل من 54 كجم في بطولة أفريقيا للملاكمة 2023 في الكاميرون.
حصلت كذلك على الميدالية الذهبية في الألعاب الإفريقية 2023 في أكرا، غانا وكذلك في دورة الألعاب العربية 2023 في الجزائر العاصمة.

## روابط خارجية
- وداد برطال على موقع بوكس ريك (الإنجليزية) (registration required)
- وداد برطال على موقع اللجنة الأولمبية الدولية (الإنجليزية)
- وداد برطال على موقع اللجنة الأولمبية المغربية (الفرنسية)